# Liste de films koweïtiens
Ci-dessous une liste des films produits par le cinéma koweïtien. Cette liste est nécessairement incomplète.
Pour une liste alphabétique des films koweïtiens voir Catégorie:Film koweïtien.

## Liste chronologique
- La Mer cruelle (Bas ya Bahar, 1972)
- The Message (1976)
- Les Yeux du golfe (1984)
- Les Anges' (1984)
- Sedra (2001)
- Dreams Without Sleep (2002)
- Shabab Cool (2002)
- Just Like You Imagined (2003)
- Losing Ahmad (2006)
- Storm from the South (2006)
- Cute (2008)
- Amerrika (2009)
- Al Denjewana (2009)